# Odznaka „Za zasługi w ochronie porządku publicznego”
Odznaka „Za zasługi w ochronie porządku publicznego” – polskie odznaczenie cywilne (resortowe) okresu PRL, nadawane przez Prezesa Rady Ministrów lub Ministra Spraw Wewnętrznych.
Odznaka została ustanowiona uchwałą Rady Ministrów nr 219 z dnia 15 października 1971. Odznaka miała trzy stopnie: złota, srebrna i brązowa.
Uchwała ta została uchylona 7 grudnia 1990 uchwałą Rady Ministrów nr 188 z 30 listopada 1990 i tym samym nadawanie odznaki zakończono.

## Zasady nadawania
Odznakę nadawano osobom, które swoją pracą lub działalnością przyczyniły się do umocnienia ładu i porządku publicznego, a w szczególności:
1. wykazały męstwo lub odwagę w bezpośrednim działaniu związanym z ochroną porządku publicznego albo osiągnęły bardzo dobre wyniki w wykonywaniu zadań związanych z ochroną porządku publicznego,
2. zajmując stanowiska społeczne, w administracji państwowej, organach ścigania, wymiarze sprawiedliwości i gospodarce narodowej przyczyniły się w istotny sposób do umocnienia porządku publicznego,
3. swoją ofiarną pracą w terenowych organach władzy i administracji państwowej przyczyniły się bezpośrednio do zapewnienia i utrwalenia porządku publicznego,
4. pracą w organizacjach społecznych lub przez inną działalność przyczyniły się do umocnienia porządku publicznego.

Można było ją m.in. nadawać funkcjonariuszom ORMO. Odznaka mogła być również nadana instytucji, zakładowi lub przedsiębiorstwu, organizacji społecznej i jednostce wojskowej szczególnie zasłużonej w ochronie porządku publicznego.
Odznakę nadawał początkowo Prezes Rady Ministrów na wniosek Ministra Spraw Wewnętrznych, a od sierpnia 1980 – Minister Spraw Wewnętrznych. Nadawana była z okazji Święta Odrodzenia Polski – 22 lipca lub rocznicy powołania Milicji Obywatelskiej – 7 października, a w szczególnie uzasadnionych wypadkach w innych terminach. Osoba wyróżniona otrzymywał odznakę i jej legitymację. Odznaka określonego stopnia mogła być nadana danej osobie tylko jeden raz. Przy nadawaniu odznaki zachowywano kolejność w stopniach (najpierw brązową, następnie srebrną i złotą), lecz w szczególnie uzasadnionych wypadkach można było odstąpić od zachowania kolejności.

## Opis odznaki
Odznaka ma kształt krążka o średnicy 32 mm wykonanego z metalu. Na awersie znajduje się wypukło rzeźbiona tarcza ze stylizowanym orłem piastowskim (bez korony), umieszczona na tle rozety z 12 płatków (według oryginalnego opisu odznaki: na tle 12 symetrycznie ułożonych elementów dekoracyjnych, przeciętych na osi rozszerzającymi się ku centrum strzałkami). Na rewersie poziomo, między stylizowanymi gałązkami laurowymi znajduje się napis: ZA ZASŁUGI / W OCHRONIE / PORZĄDKU / PUBLICZNEGO, a poniżej skrót: PRL.
Odznakę noszono na ciemnoniebieskiej wstążce o szerokości 37 mm, z pionowym paskiem środkowym o szerokości 12 mm koloru czerwonego oraz dwoma wąskimi białymi paskami. Obecnie na takiej wstążce zawieszany jest Medal za Zasługi dla Policji.
Odznakę noszono na lewej stronie piersi w kolejności za odznaczeniami państwowymi.